# 清风大桥
清风大桥（韓語：청풍대교），是位于韩国忠清北道堤川市清风面的一座斜拉桥，主跨327米，全长442米。

## 图集

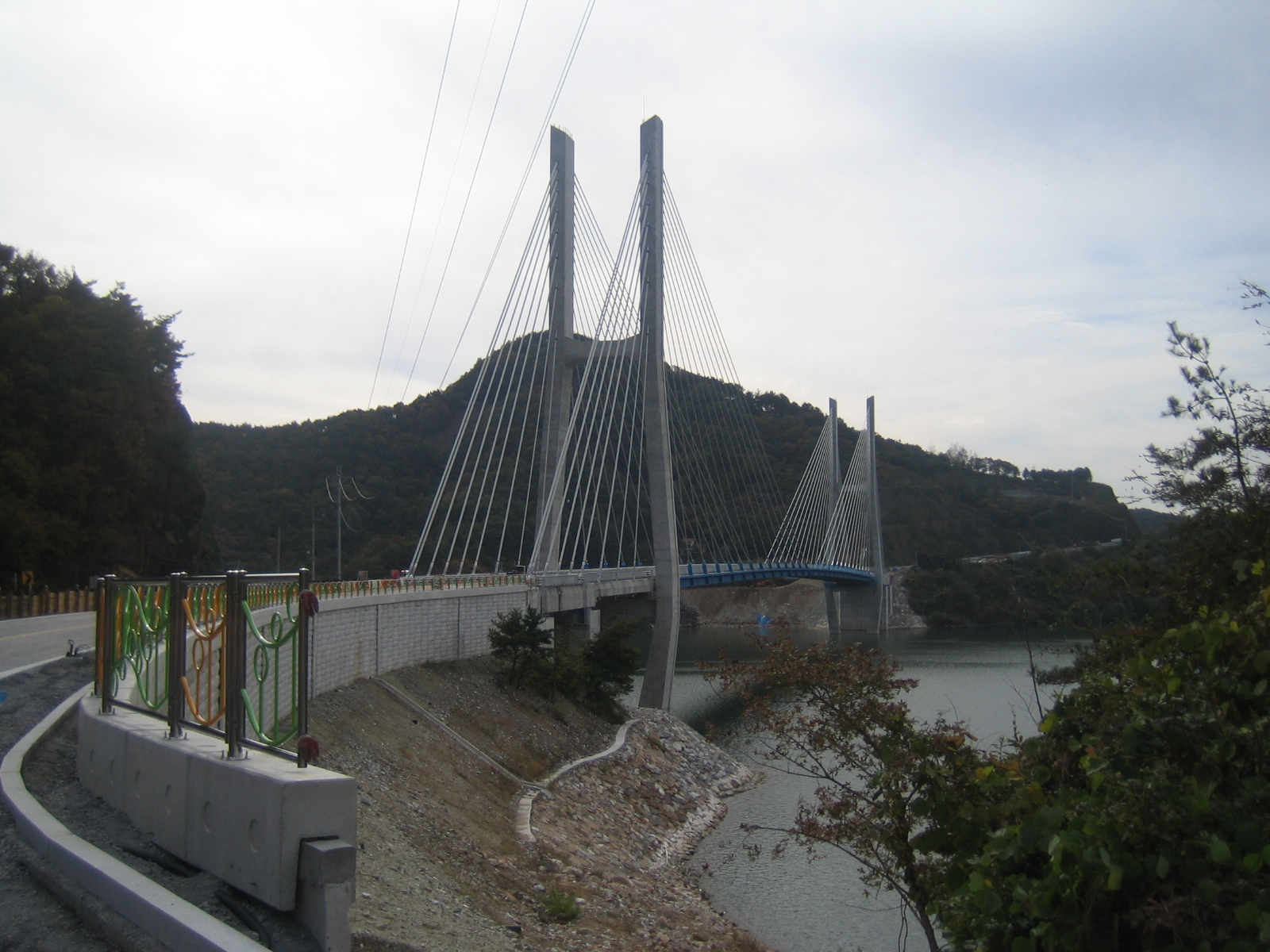
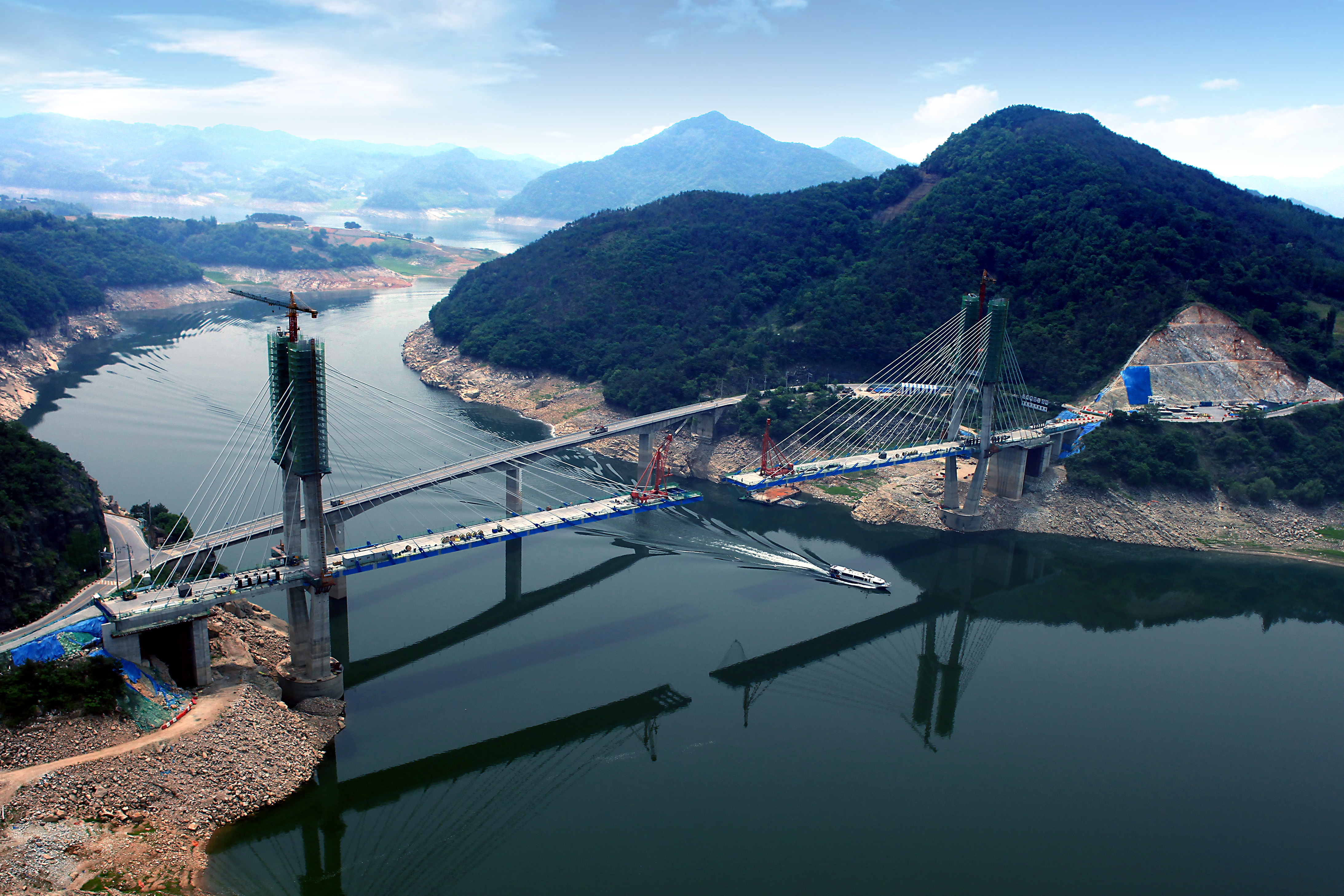
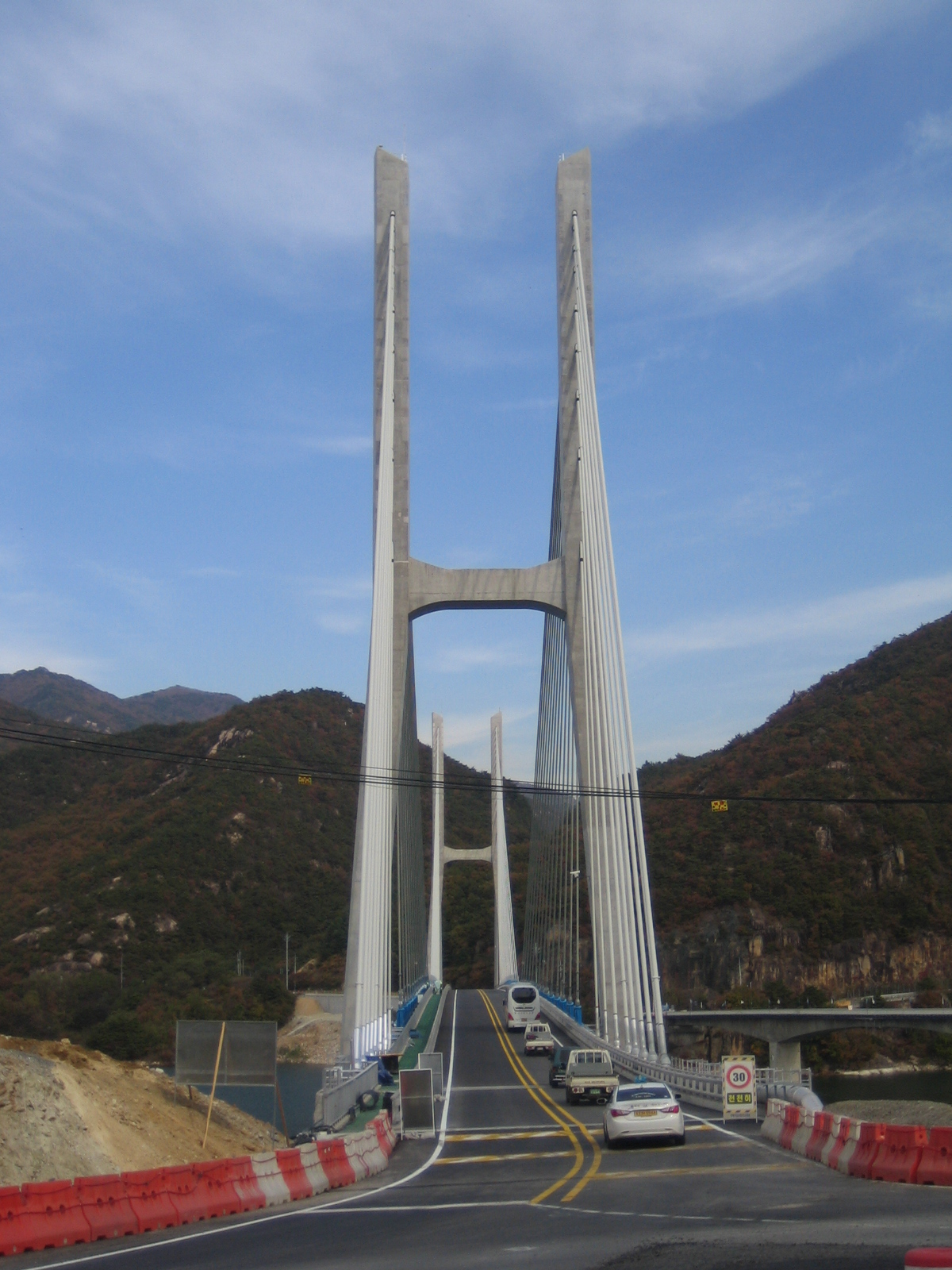